# Mauro Vannoni
Mauro Vannoni (Buonconvento, 11 luglio 1949) è un politico italiano.

## Biografia
Diplomato ragioniere, è funzionario di partito del PCI, con cui dagli anni '80 è consigliere comunale a Prato. 
Dopo la svolta della Bolognina confluisce nel Partito Democratico della Sinistra, cui viene eletto deputato alla Camera alle elezioni del 1992, confermando il seggio anche a quelle del 1994 e del 1996. Restò a Montecitorio fino al 2001, in rappresentanza dei Democratici di Sinistra.
Dal 2004 al 2009 è stato nuovamente consigliere comunale a Prato.